# Salvatore Correnti
Salvatore Correnti (Palermo, 20 settembre 1899 – Palermo, 11 marzo 1948) è stato un matematico italiano.

## Biografia
Nel 1922 si laureò in matematica. Iniziò ad insegnare nel 1925, come assistente di Giuseppe Bagnera a Roma. Diventato titolare di una cattedra in un liceo di Milano, si trasferì a Chieti nel 1930 e a Bari nel 1932. Nel 1937 fu nominato preside nell'Istituto magistrale di Gubbio; vi rimase per un anno, per poi tornare a Palermo, dove insegnò fino alla morte.
Si dedicò all'insegnamento e alla ricerca scientifica. Pubblicò la nota Sulle superfici a curvatura costante, apprezzata per il buon gusto e la perizia della sua ricerca.
È del 1926 la nota Sull'integrazione delle equazioni di Laplace di tipo iperbolico. Nel 1936 pubblicò 3 volumi didattici insieme al padre Vincenzo (edizione Macrì - Bari).